# Gerard Geytenbeek
Gerard Geytenbeek (Utrecht, 19 april 1934 – Zwijndrecht, 15 mei 2008) was een Nederlandse meubelontwerper en architect, vooral bekend om zijn mid-century-meubelontwerpen. Zijn werk wordt gekenmerkt door eenvoudige, strakke lijnen en een optimale functionaliteit, en zijn meubelstukken zijn gemaakt van hoogwaardige materialen zoals hout en leer. Geytenbeek stond in contact met Utrechtse designiconen als Gerrit Rietveld en het Instituut voor Industriële Vormgeving in Amsterdam.

## Biografie
Geytenbeek werd geboren in Utrecht en groeide op in een gezin van ondernemers. Zijn vader had een eigen verhuisbedrijf in Utrecht. Geytenbeek volgde een opleiding tot timmerman en ontwikkelde een passie voor meubelontwerp. Hij vond inspiratie in het werk van de Nederlandse architect en meubelontwerper Gerrit Rietveld, een prominente figuur in de beweging "De Stijl".

## Ontwerpstijl en filosofie
Geytenbeek geloofde dat een goed ontwerp zowel mooi als praktisch moest zijn en legde zich toe op het combineren van beide. In een interview met het Reformatorisch Dagblad zei hij: "De kunst is iets te maken met een eigen gezicht, functioneel verantwoord en wat goed verkocht wordt." Meerdere stoelen en meubellijnen van Geytenbeek werden bekroond met prestigieuze designprijzen, zoals bijvoorbeeld zijn bejaardenstoel 'Marlies', genoemd naar zijn dochter.

## Hedendaagse betekenis
Meubelstukken van Gerard Geytenbeek zijn (anno 2023) populaire designitems en worden op diverse marktplaatsen aangeboden. Zijn inzichten en inspanningen om werkplekken te verbeteren zijn inmiddels breed geaccepteerd.